# Аладьин, Денис Григорьевич
Денис Григорьевич Аладьин (Оладьин; годы рождения и смерти не установлены) — дворянин московский, деятель при царе Михаиле Фёдоровиче.
Был членом великого посольства польскому королю Сигизмунду III 10 марта 1613 года с требованием освобождения захваченных послов. В 1615 году Аладьин был воеводой в Осколе, в 1616 — в числе защитников Москвы, в 1618 — воеводой в Ростове, до 1626-го — воеводой Чебоксарским, затем — воеводой Санчурским. В числе рукописей графа Толстого значится «Книга литовская 7121 г.» посланника Дениса Аладьина.